# A magyar női labdarúgó-válogatott mérkőzései 2008-ban
A magyar női labdarúgó-válogatott  az év során négy mérkőzést vívott, az összes Európa-bajnoki selejtező volt. A mérleg: négy vereség.
Szövetségi edző:
- Vágó Attila

## Mérkőzések
| 163. mérkőzés 2008. április 23. Eb-selejtező | Magyarország | 0 – 2             | Írország              | Miskolc, DVTK-stadion Nézőszám: 600 Játékvezető: Sinabova (BUL) |
| 163. mérkőzés 2008. április 23. Eb-selejtező |              | (0 – 1) Részletek | O'Brien 1' Curtis 63' | Miskolc, DVTK-stadion Nézőszám: 600 Játékvezető: Sinabova (BUL) |

| 164. mérkőzés 2008. május 3. Eb-selejtező | Magyarország | 0 – 6                         | Svédország                                                                       | Székesfehérvár, Sóstói Stadion Nézőszám: 200 Játékvezető: Focic (CRO) |
| 164. mérkőzés 2008. május 3. Eb-selejtező |              | (0 – 4) Részletek Jegyzőkönyv | M. Karlsson 12' S. Larsson 23' Lundin 34' N. Fischer 37' Aronsson 69' Öqvist 78' | Székesfehérvár, Sóstói Stadion Nézőszám: 200 Játékvezető: Focic (CRO) |

| 165. mérkőzés 2008. május 28. Eb-selejtező | Románia                       | 3 – 1                         | Magyarország      | Arad, Városi Stadion Nézőszám: 400 Játékvezető: Uljanovszkaja (RUS) |
| 165. mérkőzés 2008. május 28. Eb-selejtező | Amza 9' Spanu 31' Sarghie 82' | (2 – 1) Részletek Jegyzőkönyv | Pádár 16' Jakabfi | Arad, Városi Stadion Nézőszám: 400 Játékvezető: Uljanovszkaja (RUS) |

| 166. mérkőzés 2008. október 2. Eb-selejtező | Olaszország      | 3 – 0                         | Magyarország | Montereale Valcellina Játékvezető: Katerina Monzul (UKR) |
| 166. mérkőzés 2008. október 2. Eb-selejtező | Tona 19' 31' 54' | (2 – 0) Részletek Jegyzőkönyv |              | Montereale Valcellina Játékvezető: Katerina Monzul (UKR) |